# 3XN
3XN er et dansk arkitektfirma med hovedkontor i København. 3XN blev grundlagt som Nielsen, Nielsen & Nielsen (3xNielsen) i 1986 i Århus af Kim Herforth Nielsen, Lars Frank Nielsen og Hans Peter Svendler Nielsen. Sidstnævnte gik ud af firmaet 1992, Lars Frank Nielsen gik ud i 2001. I dag (2011) ledes 3XN af en partnerkreds på tre: kreativ chef Kim Herforth Nielsen, administrerende direktør Bo Boje Larsen og konkurrencechef Jan Ammundsen. 3XN slog igennem internationalt med vinderforslaget til den danske ambassade i Berlin (opført 1999). I 1997 vandt 3XN konkurrencen om Musikhuset i Amsterdam, Het Muziekgebouw, som stod færdigt i 2005. Samme år vandt 3XN den internationale konkurrence om Museum of Liverpool, som åbner i sommeren 2011.
Blandt 3XNs byggerier er desuden Glasmuseet Ebeltoft (2006), Ørestad Gymnasium (2007), renoveringen af Tivolis Koncertsal (2005), Syddansk Universitet i Sønderborg (Alsion), koncertsal og forskningscenter i Sønderborg (2007), Saxo Banks hovedsæde i København (2008) samt hovedsæde for advokatfirmaet Horten (2009). 3XN står også bag Nordens største hotel Bella Sky (2011) i Ørestad, et nyt rådhus i den hollandske by Nieuwegein, det nye Danmarks Akvarium benævnt Den Blå Planet (2013) i Kastrup og ikke mindst Lighthouse (2014) i Aarhus Havn. Senest har 3XN blandt andet vundet konkurrencen om at tegne Swedbanks nye hovedsæde i Stockholm samt et andet svensk boligprojekt i Vällingby. Desuden er 3XN vidt repræsenteret i eksempelvis Norge med projekter som teater- og jazzhuset Plassen i Molde, kulturhus i Mandal og et boligområde i Bjørvika.
3XN etablerede i 2007 udviklingsafdelingen GXN (G for Green), der arbejder med at implementere nye (grønne) materialer og teknologier i tegnestuens projekter, men som også selv udvikler nye produkter og designs af blandt andet lamper. GXN står blandt andet bag den grønne Louisiana pavillon, der blev vist på Louisiana under COP15. Pavillonen er bygget af et specialudviklet biokomposit. GXN arbejder sammen med Vugge til Vugge Danmark om at udvikle den første danske Cradle to Cradle byggemanual. Senest har 3XN skabt udstillingen Mind Your Behaviour, der blev vist på Dansk Arkitektur Center i foråret 2010 og siden er blevet vist på galleri Aedes i Berlin. I 2011 kunne tegnestuen fejre 25 års jubilæum med internationale aktiviteter i 11 lande og åbningen af tre markante projekter: Museum of Liverpool, KPMG og Bella Sky.

## Udvalgte projekter

### Byggede
- Arkitekternes Hus, København, Danmark (1996)
- Den Danske Ambassade, Berlin, Berlin, Tyskland (1999)
- Hovedsæde for Sparekassen Kronjylland, Randers
- Buen kulturhus, Mandal, Norge (2012)

- Tivolis Koncertsal udvidelse, København, Danmark (2005)
- Muziekgebouw Concert Hall, Amsterdam, Holland (2005)
- Sampensions hovedsæde, København, Danmark (2005)
- Deloittes hovedsæde, København, Danmark (2005)
- Ørestad Gymnasium, Ørestad, København, Danmark (2007)
- Alsion, Syddansk Universitet, Koncertsal & Forskningscenter, Sønderborg, Danmark (2007)
- Saxo Bank Hovedsæde, København, Danmark (2008)
- Indkøbscentret Bryggen, Vejle, Danmark (2008))[1]
- Horten Hovedsæde, København, Danmark (2009)
- Horsens Stadion, Horsens, Danmark (2010)
- Middelfart Sparekasse, Middelfart, Denmark (færdig 2010)[2]
- Theatre and Jazz House Arkiveret 8. august 2016 hos  Wayback Machine, Molde, Norge (færdig 2012)

### Under opførelse
- Museum of Liverpool, Liverpool, UK (indvies 2011)[3]
- Yangpu University Gateway, Shanghai, Kina
- Bella Sky, Ørestad, København, Danmark (indvies 2011)[4]
- Rådhus, Nieuwegein, Holland (færdig 2011)
- Mandal Cultural Centre Arkiveret 27. marts 2013 hos  Wayback Machine, Mandal, Norge (u/c, completion 2011)
- Light House, Århus, Danmark (2012)
- New Deutsche Bahn HQ, Berlin, Tyskland (konkurrencevinder 2007)[5]
- Den Blå Planet, Danmarks nye akvarium, København (konkurrencevinder juli 2008)[6]
- Randers Kunstmuseum, Randers, Danmark (konkurrencevinder februar 2009)[7]
- FN Byen, København, Danmark (konkurrencevinder 2008)
- Godsbanen Kulturcenter, Århus, Danmark,(konkurrencevinder November 2009)[8]
- Vällingby Parkstad boliger, Stockholm, Sverige (konkurrencevinder juni 2010)[9]
- KPMG Hovedsæde, Frederiksberg, Danmark, 2011

## Priser
- 2005 RIBA European Award for Sampension[10]
- 2005 MIPIM AR Future Projects Award for City for All Age in Valby, Copenhagen
- 2005 International Olympic Committee IOC/IAKS Award for DGI Urban Sports Centre in Århus
- Best New Building in the Netherlands 2006 for Muziekgebouw[11]
- 2006 ULI Europe Award for Muziekgebouw[12]
- 2006 Dedalo Minosse Award for Muziekgebouw[12]
- 2006 MIPIM AR Future Projects Award (residential category) for Nordhavnen Residences
- 2006 MIPIM AR Future Projects Award (office category) for Middelfart Savings Bank[13]
- 2006 LEAF Award for Muziekgebouw[12]
- 2007 RIBA European Award for Alsion[14]
- 2008 Forum AiD Award for Ørestad College
- 2009 RIBA International Award for Saxo Bank[15]
- 2010 JEC Innovation Award for Louisiana Pavilion

## Udvalgte udstillinger
- 2010 Denmark Updated, Essen, DE
- 2010 12. Biennale Architettura, The Danish Pavilion, Venice, IT
- 2010 Mind Your Behaviour, Aedes, Berlin, DE (solo)
- 2010 Mind Your Behaviour, DAC, Copenhagen, DK (solo)
- 2009-2010 It’s a Small World, Copenhagen, DK (tour: Shanghai EXPO 2010, CN, Curitiba, BR, Santiago, CL)
- 2009 ShowHow, Copenhagen, DK (tour: London, UK)
- 2009 Green Architecture for the Future, Louisiana, Humlebæk, DK
- 2008 11. Biennale Architettura, The Danish Pavilion, Venice, IT
- 2008 Architecture is a conversation that never ends, Paris, FR (solo)
- 2008-10 Building Sustainable Communities, DAC, Copenhagen, DK (tour: UAE, SE, DE, PL, CN, RU, LV)
- 2008 Sust-DANE-able, London, UK
- 2007 Architecture and Design Today, ETH Universität Zurich, CH
- 2006 Architecture made in Denmark, DAZ, Berlin, DE
- 2005-06 Young Younger Youngest. Aarhus, DK (tour: Rome, IT, Stockholm, SE)
- 2005 Culture led Regeneration, CUBE, Manchester, UK
- 2005 Danish Architects in China, The Danish Cultural Institute, Beijing, CN
- 2005 Danish Architects in the UK, the Royal Danish Embassy, London, UK
- 2004 9. Biennale di Architettura, Arsenale, Venice, IT
- 2003-04 Contemporary Danish Architecture, i+i, Delft, NL
- 2002 Danish Architecture, Beijing, CN
- 2002 Arne Jacobsen Inspirations, Louisiana, Humlebæk, DK
- 2001 BLUE STAGE, House of World Cultures, Berlin, DE
- 2000-01 The Danish Wave (tour:, CN, JP, TW, AR)
- 2000 Panorama des Capitales Européennes, Pavillon d’Arsenal, Paris, FR
- 2000 Botschaften und Landesvertretungen in Berlin, DAZ, Berlin, DE
- 1999 4. Biennal Internacional de Arquitetura, Sao Paolo, BR
- 1999 Denmark meets Australia II (tour: main cities, AU)
- 1998-99 Copenhagen – Concepts of Continuity (tour: RU, PL, DE)
- 1996 Scandinavian Architecture, Chicago Athenaeum, Chicago, US
- 1996 5. Biennale Architettura, Arsenale, Venice, IT